# Nieuw Culfa

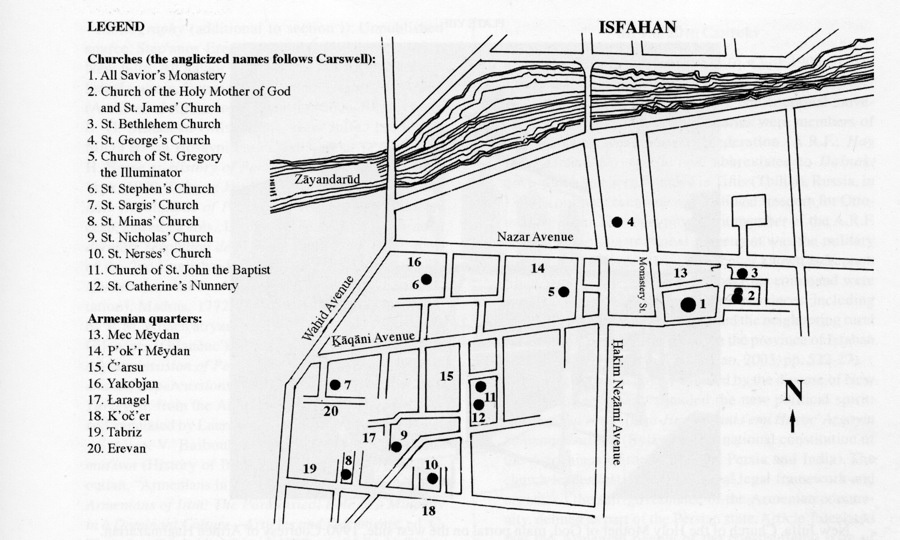
Plattegrond (En) van Nieuw-Culfa/Nieuw-Julfa.

Nieuw Culfa of Nieuw Julfa (Perzisch: نو جلفا – Now Jolfā, Armeens: Նոր Ջուղա – Nor Jugha) is een wijk (district) in de Iraanse stad Isfahan. Het is een van de oudste en grootste Armeense wijken ter wereld en werd gesticht in het begin van de 17e eeuw. De wijk ligt ten zuiden van de rivier Zayandeh. De wijk werd gesticht en gebouwd door Sjah Abbas I van Perzië voor de Armenen die Julfa in het huidige exclave Nachitsjevan in Azerbeidzjan moesten verlaten en gedwongen bij koninklijk decreet moesten verhuizen naar Nieuw Julfa. Tegenwoordig wonen de meeste Iraanse Armeniërs in deze wijk in Isfahan. De wijk heeft zo'n 25.000 inwoners en bezit 12 kerken, waaronder de Kathedraal van Isfahan.

## Afbeeldingen

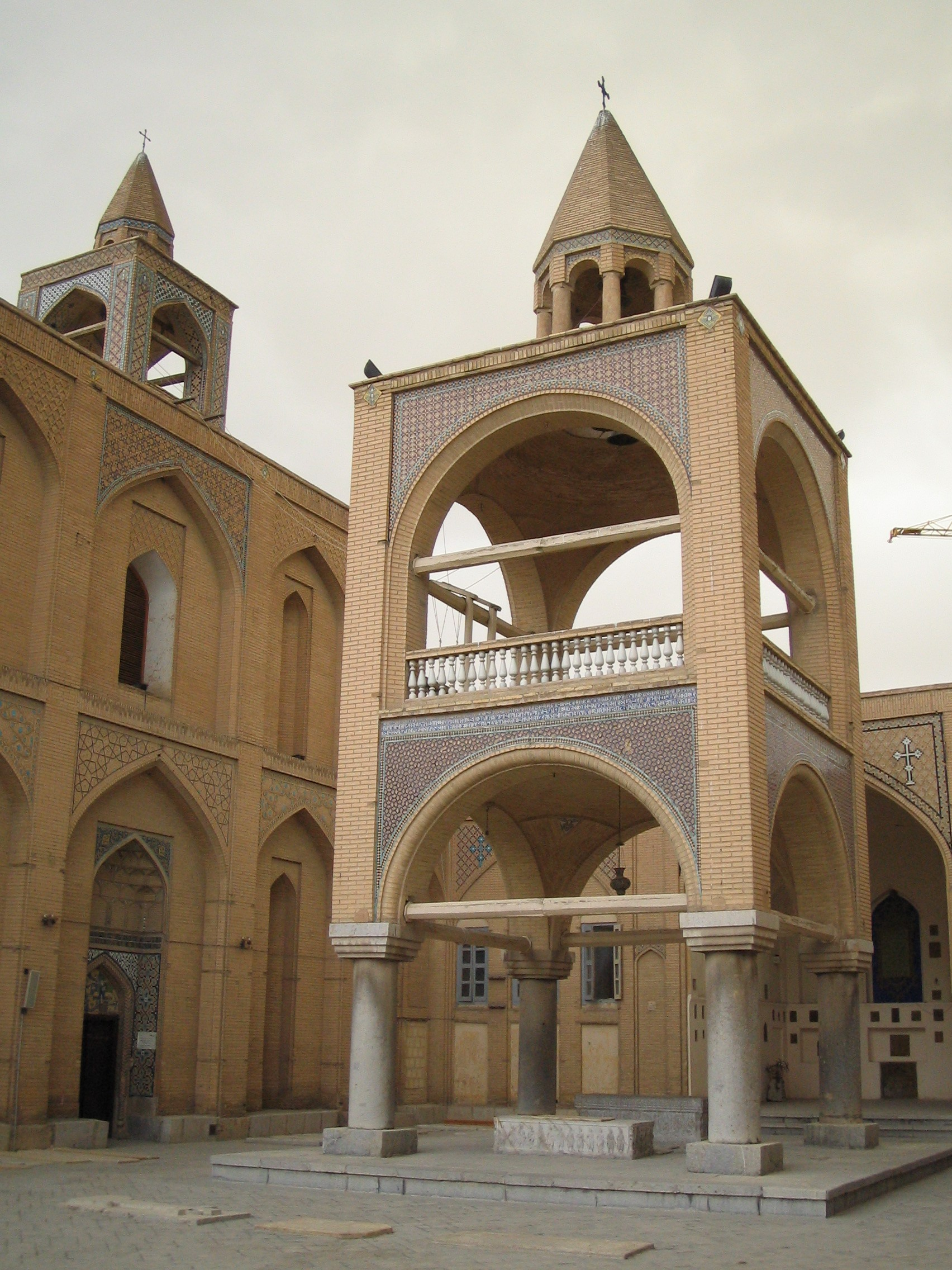
Vankkathedraal
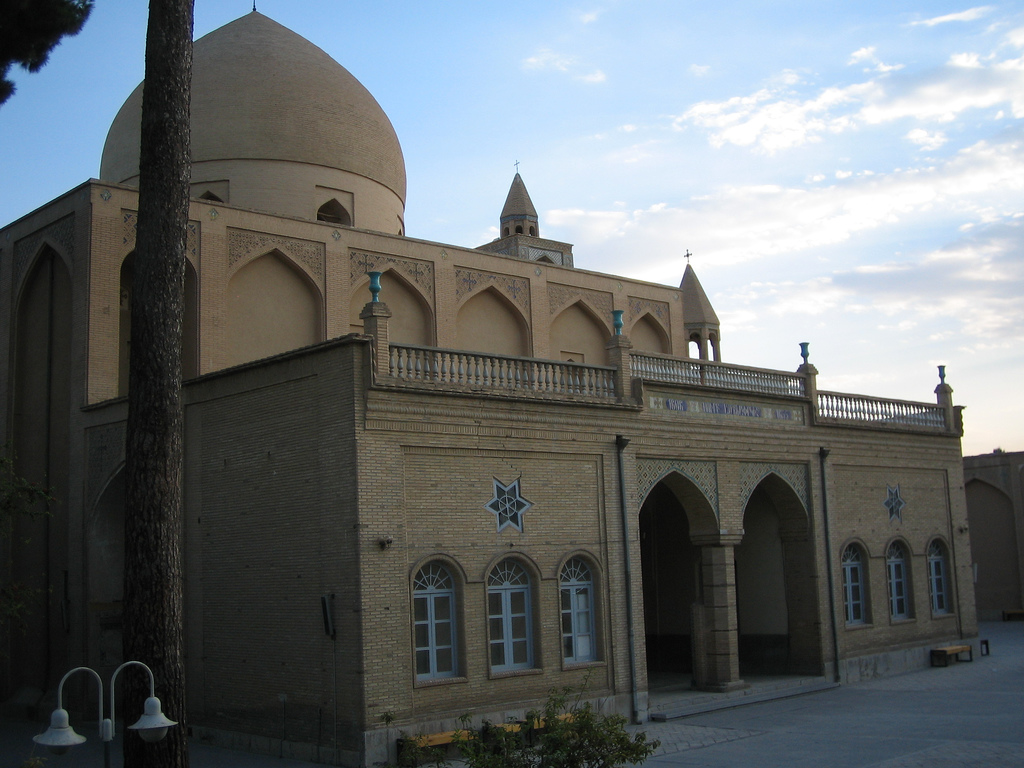
Vankkathedraal
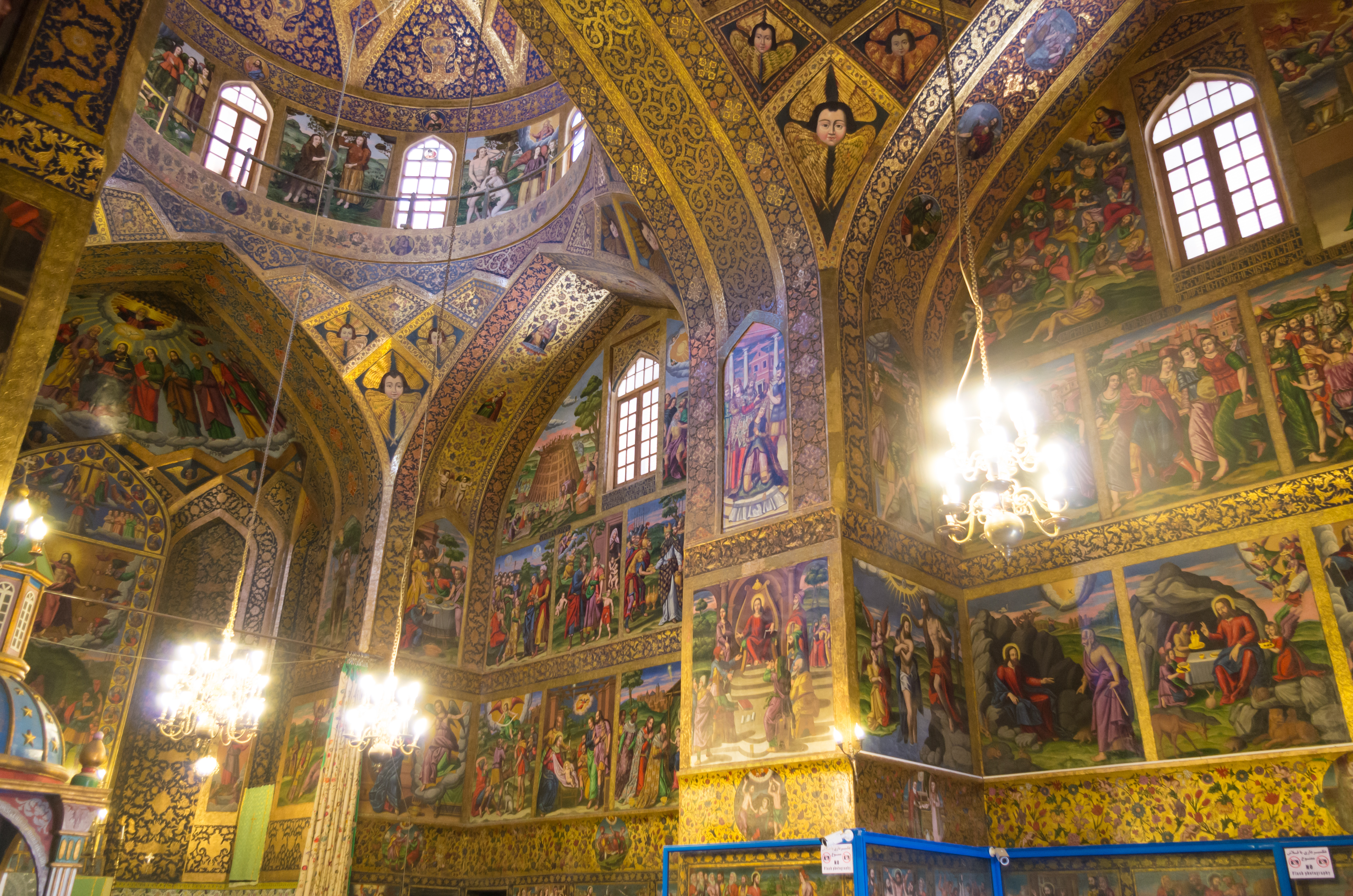
Interieur van de Vankkathedraal
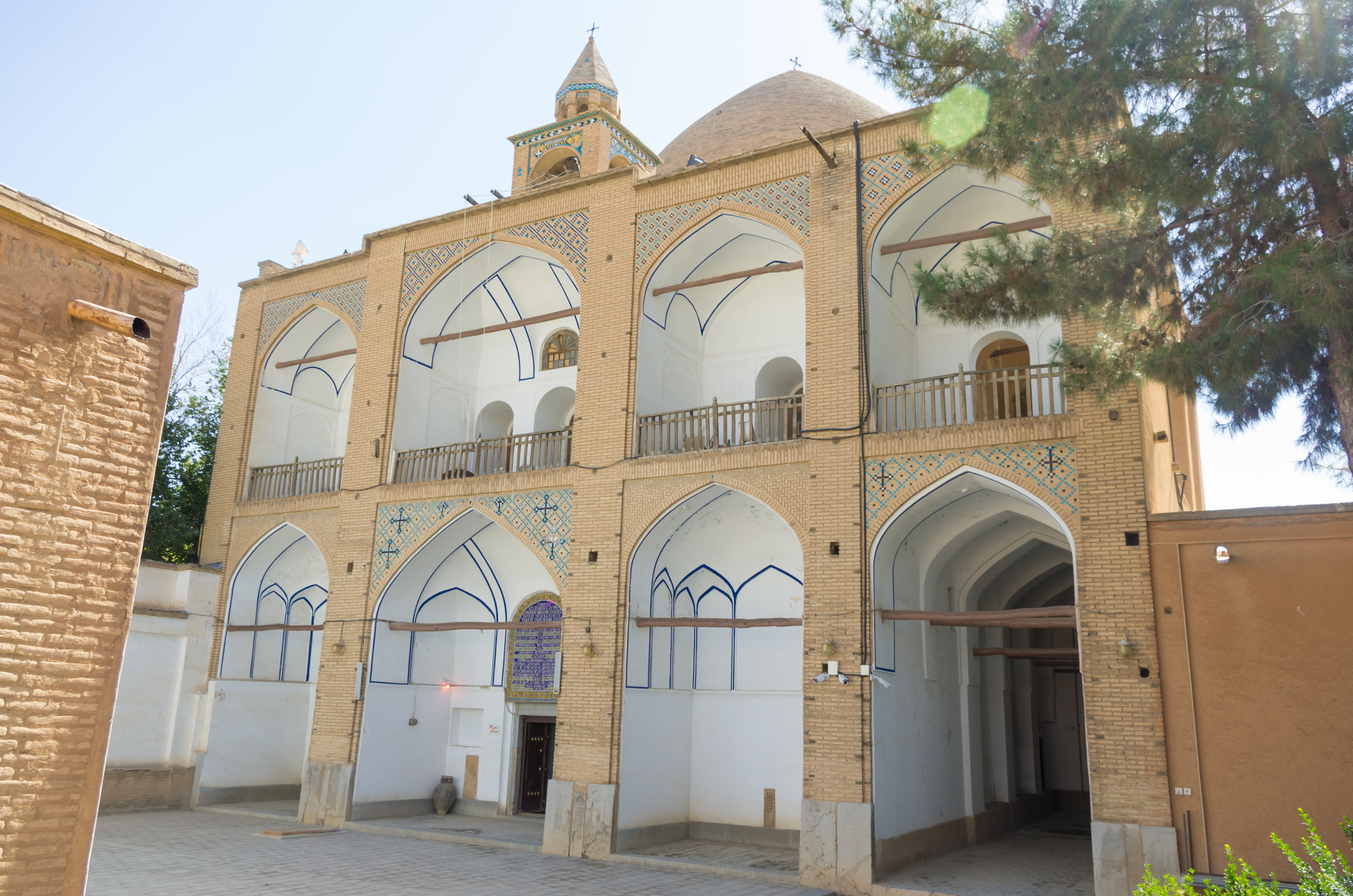
Bethlehemkerk
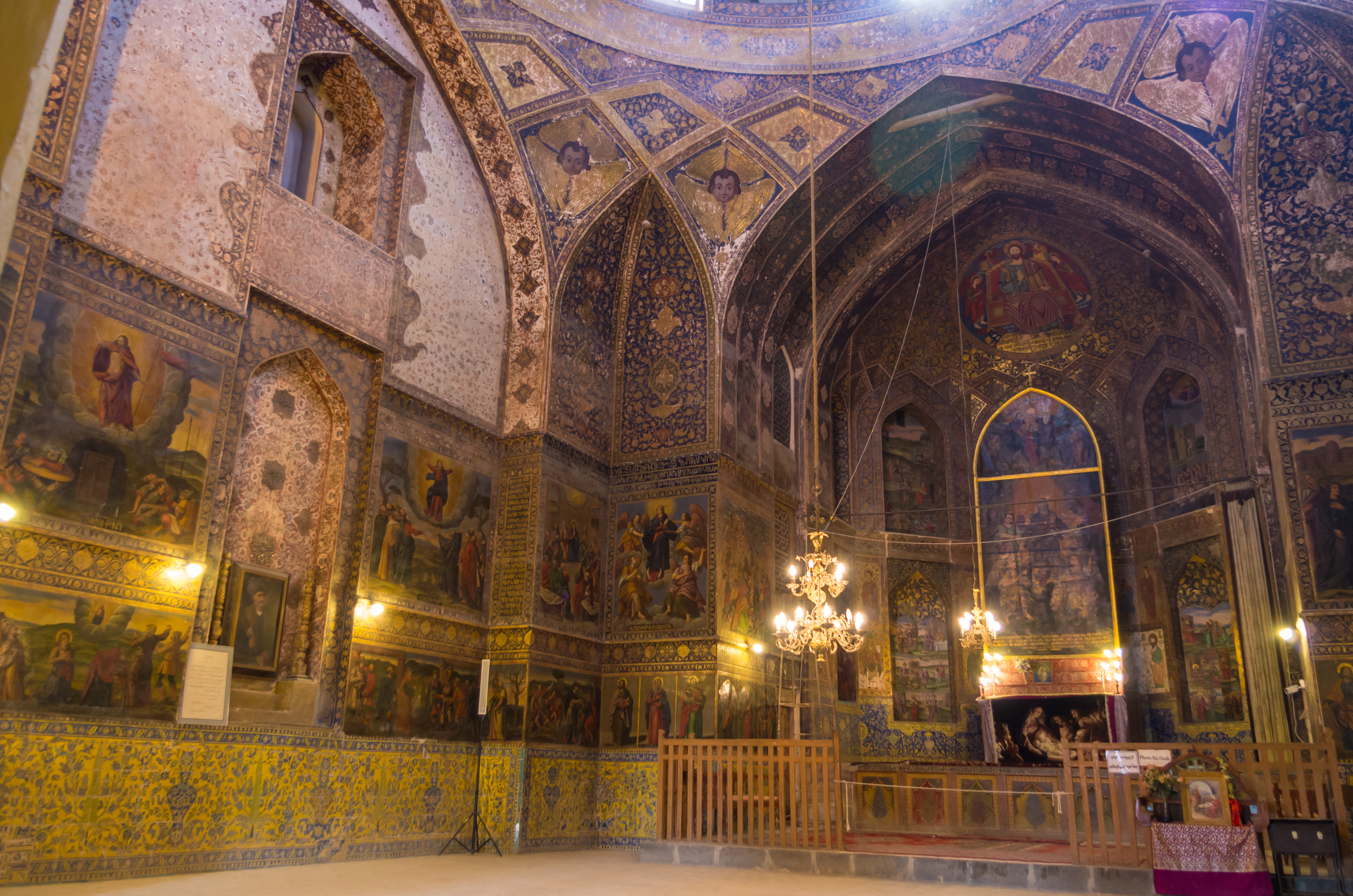
Interieur van de Bethlehemkerk